# Mitsugu Nomura
Mitsugu Nomura, född 21 november 1956 i Hokkaido prefektur, Japan, är en japansk tidigare fotbollsspelare.